# 板橋國民運動中心
板橋國民運動中心是台灣新北市第7座國民運動中心，位於板橋區玫瑰公園旁，為地下3層、地上5層的建築物，2012年10月26日動土，已於2015年3月24日完工。

## 設施介紹
| 樓層  | 樓層用途                                         |
| ----- | ------------------------------------------------ |
| 1F    | 兒童遊戲室、溫水游泳池、兒童遊戲室、幼兒體能教室 |
| 2F    | 韻律教室、棋藝閱覽室、桌球撞球室、社區教室       |
| 3F    | 體適能中心、綜合球場、武術教室、肌力體能教室     |
| 4F    | 飛輪教室                                         |
| 5F    | 羽球場、壁球室、攀岩場                           |
| B1-B3 | 停車場                                           |

## 週邊設施
- 板橋區衛生所
- 聯合醫院板橋院區
- 文德國小
- 新埔國中
- 玫瑰公園

## 外部連結
- 新北市板橋國民運動中心 （页面存档备份，存于）
- 新北市政府體育處—板橋國民運動中心 （页面存档备份，存于）
- 板橋國民運動中心的Facebook專頁